# William Theodore Heard
William Theodore Heard (Edinburgh, 24 februari 1884 - Rome, 16 september 1973) was een Brits geestelijke en kardinaal van de Rooms-Katholieke Kerk.
Heard was de oudste zoon van William Augustus Heard en diens vrouw Elizabeth Tamar Burt. Zijn moeder overleed toen hij vier jaar oud was. Hij trad in 1910 toe tot de Katholieke Kerk en studeerde vervolgens aan de Universiteit van Oxford en de Pauselijke Universiteit Gregoriana in Rome. Hier behaalde hij in 1915 een doctoraat in de filosofie. Hij werd in 1918 priester gewijd in de Sint-Jan van Lateranen en promoveerde vervolgens nog aan de Gregoriana in de theologie en in het kerkelijk recht. In 1927 benoemde paus Pius XI hem tot pauselijk huisprelaat en tot auditor bij de Sacra Rota Romana. Dit werk combineerde hij tot 1958 met pastoraal werk in het bisdom Southwark in Engeland. In 1958 werd hij benoemd tot deken van de Rota en vestigde hij zich metterwoon in Rome.
Tijdens het consistorie van 14 december 1959 creëerde paus Johannes XXIII hem kardinaal. De San Teodoro werd zijn titeldiaconie. In 1962 volgde zijn benoeming tot titulair aartsbisschop van Feradi Maius. Hij werd in de Lateraanse basiliek door paus Johannes zelf gewijd. Kardinaal Heard nam deel aan het conclaaf van 1963 dat leidde tot de verkiezing van paus Paulus VI.
In de laatste jaren van zijn leven leed hij aan steeds vorderende achteruitgang van zowel zijn gehoor als van zijn gezichtsvermogen. In de zomer van 1973 werd hij ernstig ziek toen hij van Schotland terugreisde naar Rome. Hij werd opgenomen in de kliniek van de Blauwe Zusters, waar hij ten slotte overleed. Hij werd bijgezet in de kapel van het Venerable English College op Campo Verano.